# Heteralonia noctilio
Heteralonia noctilio är en tvåvingeart som först beskrevs av Johann Christoph Friedrich Klug 1832.  Heteralonia noctilio ingår i släktet Heteralonia och familjen svävflugor. Inga underarter finns listade i Catalogue of Life.